# Anna Radziwiłłówna (zm. 1600)
Anna z Radziwiłłów Stanisławowa Kiszczyna Krzysztofowa Sadowska (data urodzenia nieznana, zm. w 1600) – księżniczka, wojewodzina witebska, działaczka reformacyjna (kalwińska i braci polskich) na Litwie.

## Życiorys
Była córką Jana Radziwiłła (podczaszego litewskiego) i Anny z Kostewiczów (Kościewiczówny), córki Janusza Kostewicza (wojewody witebskiego i podlaskiego). Po matce odziedziczyła, wraz z dwiema siostrami (Petronelą za Stanisławem Dowojną i Elżbietą za Hieronimem Sieniawskim), jeden z największych majątków w Wielkim Księstwie Litewskim
Około 1552 wyszła za mąż za Stanisława Kiszkę, wojewodę witebskiego, jednego z najbogatszych magnatów na Litwie. Był on synem Piotra Kiszki (wojewody połockiego) i Anny Heleny Iliniczówny oraz wnukiem Stanisława Kiszki (hetmana wielkiego litewskiego) i marszałka Jerzego Ilinicza. Anna urodziła Stanisławowi dwóch synów – Jana Kiszkę i Stanisława Kiszkę – oraz córkę Annę. Po śmierci męża, w 1554, jej syn odziedziczył ogromny majątek, którym zarządzała do pełnoletniości syna. Wspierała rozwój miast i przedsiębiorczości w swoich posiadłościach (w 1568 nadała Rajgrodowi prawa miejskie).
Początkowo, tak jak mąż, była wyznawczynią kalwinizmu, który propagowała w posiadłościach Kiszków, wypędzając duchownych katolickich i odbierając im kościoły (w 1558 założyła zbór kalwiński w Węgrowie). Po 1563 roku założyła zbór kalwiński w Sokołowie. Około 1563 stała się gorliwą wyznawczynią unitarianizmu i propagatorką ruchu braci polskich. Uczestniczyła w wielu synodach, pisała polemiki religijne, między innymi przeciwko chrzczeniu nieświadomych dzieci. Syna wychowała na żarliwego wyznawcę doktryny braci polskich i stał się on jednym z największych propagatorów unitarianizmu w Rzeczypospolitej Obojga Narodów. W 1570 zapisała swoje majątki ziemskie królowi Zygmuntowi Augustowi, który w zamian darował jej majątek Sielce, gdzie spędziła resztę życia.